# Lasse Gustavson
Lasse Gustavson, född 1956 i Kortedala, Göteborg, är en svensk brandman, författare och föredragshållare. 

## Biografi
Gustavson drabbades 1981 av en arbetsplatsolycka i Göteborg, som gav honom 40-procentiga tredjegradens brännskador på kroppen. De livshotande skadorna var dock de inre, i lungorna. I dag håller han föredrag kring kraft, motivation och prestation i vardagen och i det extrema. Han ger också längre utbildningar i inre ledarskap och grupputveckling. Gustavson har tillsammans med Lars-Åke Krantz skrivit boken Leva vidare som handlar om honom själv, före, under och efter olyckan som förändrade hans liv. I Norge är också böckerna Gennom ilden samt Ord for dagen utgivna.

## Priser och utmärkelser
- Hillesgårdspriset för medmänsklighet, 2023, av Stiftelsen Hillesgårdspriset.